# Calyptraea chinensis
Calyptraea chinensis är en snäckart som beskrevs av Carl von Linné 1758. Calyptraea chinensis ingår i släktet Calyptraea och familjen toffelsnäckor. Inga underarter finns listade i Catalogue of Life.

## Bildgalleri

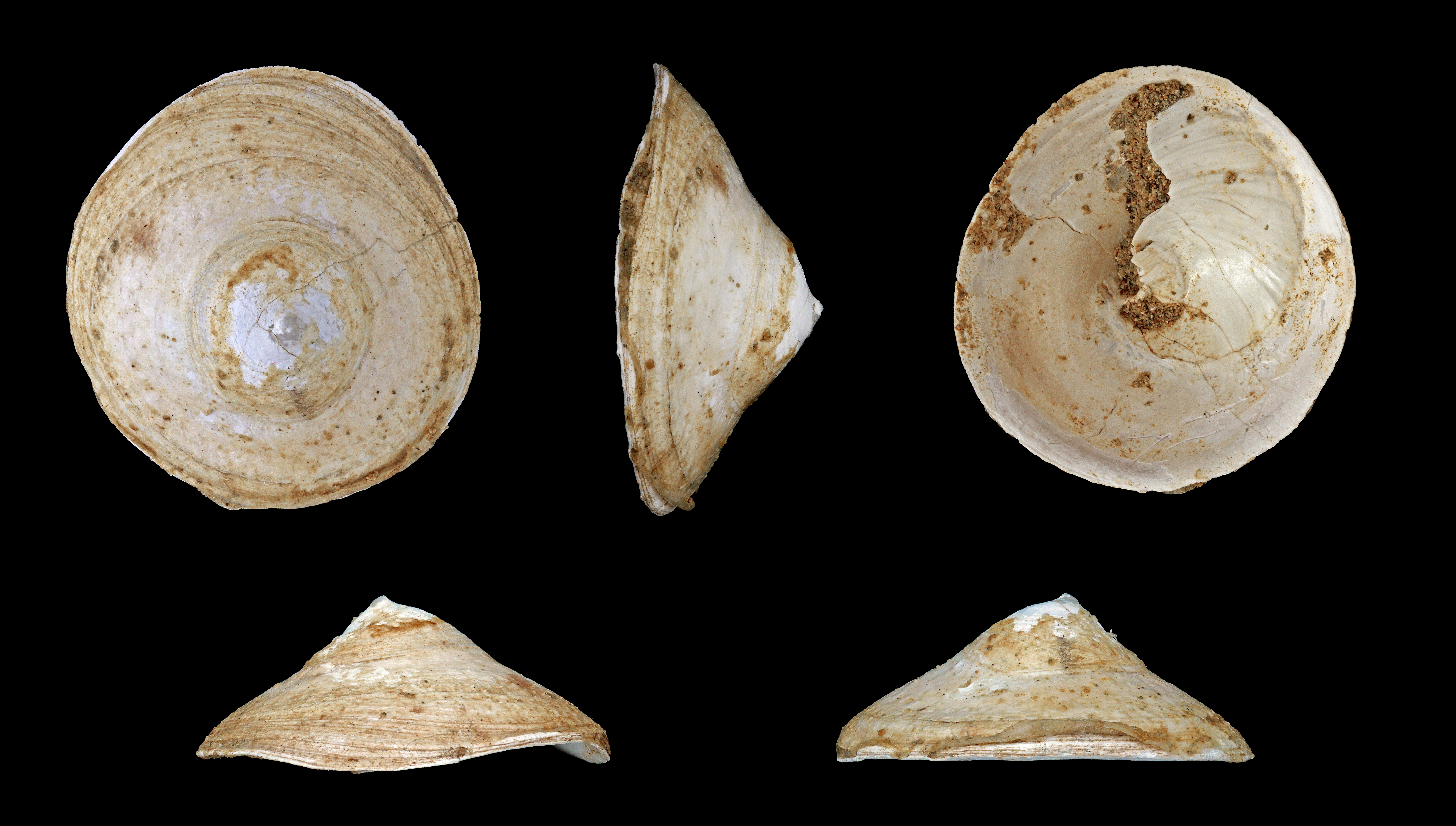